# Платнерит
Платнерит — мінерал з класу оксидів, бета-кристалічна форма діоксиду свинцю (β-PbO2), тоді як скрутиніїт — інша, альфа-форма. Вперше про нього повідомили в 1845 році та назвали на честь німецького мінералога Карла Фрідріха Платтнера. Платнерит утворює пучки темних голкоподібних кристалів на різних мінералах; кристали тверді та крихкі, мають тетрагональну симетрію.

## Прояви
Платнерит трапляється в численних посушливих місцях Північної Америки (США та Мексика), більшої частини Європи, Азії (Іран та Росія), Африки (Намібія) та Південної та Західної Австралії. Він зустрічається у вивітрених гідротермальних відкладеннях кольорових металів у вигляді сіноподібних пучків темних призматичних кристалів довжиною кілька міліметрів; пучки ростуть на, або (іноді) всередині різних мінералів, включаючи церусит, смітсоніт, геміморфіт, ледгілліт, гідроцинкіт, розазит, аурихальцит, мердочит, лімоніт, піроморфіт, вульфеніт, кальцит та кварц.

## Властивості та застосування

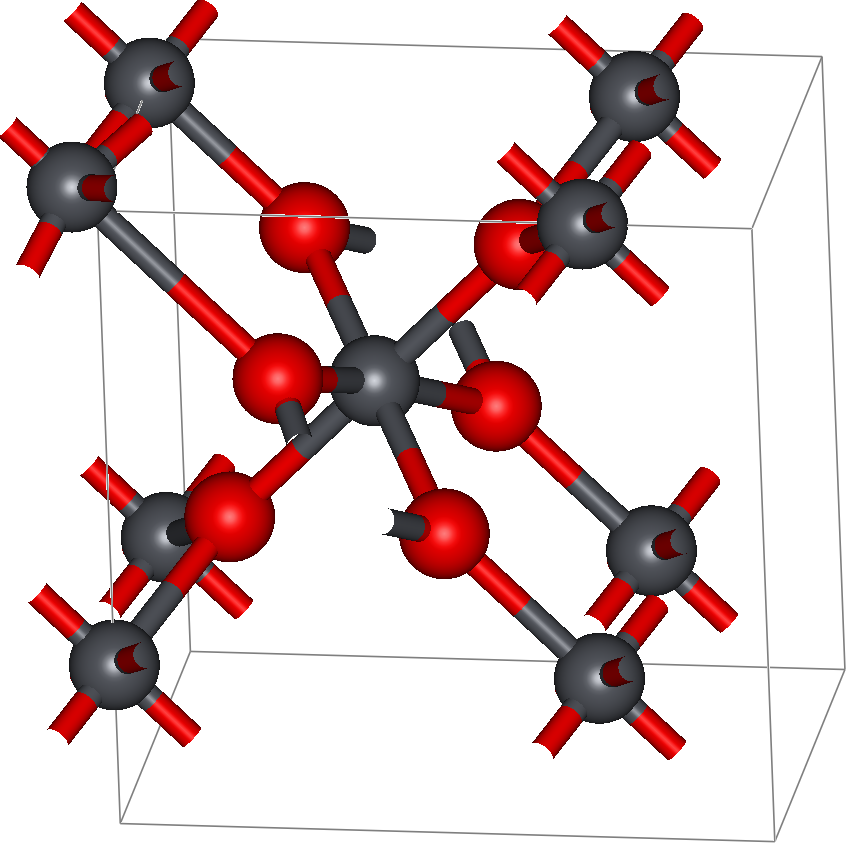
Кристалічна структура

Основні властивості платнериту були описані в 1845 році. Вже тоді мінерал був відомий під своєю назвою — на честь Карла Фрідріха Платтнера (1800—1858), професора металургії та пробірної справи в Гірничій академії у Фрайберзі, Саксонія, Німеччина.
Його кристалічну структуру пізніше уточнили на синтетичних зразках. Платнерит належить до групи мінералів рутилу. Має тетрагональну симетрію, просторову групу P42/mnm (№ 136), символ Пірсона tP6, постійні ґратки a = 0,491 нм, c = 0,3385 нм, Z = 2 (дві формульні одиниці на елементарну комірку).
Діоксид свинцю використовується в свинцево-кислотних акумуляторах та в електрохімії, але лише в синтетичній формі — як платнерит, так і скрутиніїт є надто рідкісними та не знаходять практичного застосування.